# Dryobotodes monochroma
Dryobotodes monochroma é uma espécie de insetos lepidópteros, mais especificamente de traças, pertencente à família Noctuidae.
A autoridade científica da espécie é Esper, tendo sido descrita no ano de 1790.
Trata-se de uma espécie presente no território português.